# Golden Tulip
Golden Tulip is een van oorsprong Nederlandse keten van hotels en resorts. Wereldwijd zijn er ruim 240 Golden Tulip hotels verspreid over 45 landen.
Eigenaar van de hotelketen is Louvre Hotels Group (onderdeel van Jin Jiang International Holdings Co., een van de grootste hospitality-bedrijven ter wereld), die naast de merken Tulip Inn (3 sterren), Golden Tulip (4 sterren) en Royal Tulip (5 sterren) de merken Premiere Classe, Campanile, Kyriad en Kyriad Prestige voert.

## Geschiedenis
Golden Tulip was oorspronkelijk een stichting die door zes Nederlandse hotels werd opgezet in 1962 om het toerisme in Nederland te promoten. In 1975 werd Golden Tulip vercommercialiseerd tot dochterbedrijf van de luchtvaartmaatschappij KLM.
De Golden Tulip-groep werd in 1998 overgenomen door de Krasnapolsky-groep. Toen Krasnapolsky in 2000 fuseerde met NH Hoteles werd Golden Tulip deel van deze Spaanse hotelketen. In 2002 werd Golden Tulip een onafhankelijk bedrijf, ditmaal onder eigendom van een aantal investeerders.